# Breyton Poole
Breyton Poole (23 de marzo de 2000) es un deportista de Sudáfrica que compite en atletismo. Ganó una medalla de bronce en el Campeonato Mundial de Atletismo Sub-20 de 2018, en la prueba de salto de altura.